# أوتوائيات
أوتوائيات (الاسم العلمي: Ottowia) هي جنس من البكتيريا، سلبية الغرام، تتبع الكوماموناسيات.